# Корель, Бергюзар
Бергюза́р Гёкче́ Коре́ль Эрге́нч (тур. Bergüzar Gökçe Korel Ergenç; род. 27 августа 1982 года, Стамбул, Турция) — турецкая актриса кино и телевидения.

## Биография
Дочь актёров Хюльи Дарджан и Танжу Кореля. Детство провела в Улусе. До поступления в Университет изящных искусств имени Мимара Синана увлекалась профессионально волейболом. Наследственность сыграла свою роль в жизни Бергюзар Корель, — она окончила театральное отделение по классу актерского мастерства. Её учителями были Сьюзан Бэтсон (учитель Николь Кидман и Тома Хенкса), а также она брала мастер-класс у Озай Фехт.
Свою первую роль Бергюзар сыграла в сериале «Сломанная жизнь». В 2005 году она снялась в роли Лейлы в фильме «Долина Волков: Ирак». Фильм побил все рекорды кинопроката, хотя сниматься в нём актрисе было сложно, так как её героиня в фильме должна говорить по-арабски. Несмотря на незнание арабского языка, Бергюзар Корель справилась с этой задачей и завоевала популярность. После роли в фильме «Долина Волков: Ирак» Бергюзар получила роль Иклим в сериале «Оливковая ветвь».
Премию «Золотая бабочка» она получила за роль Шехразат Эвлияоглу в «Тысяча и одна ночь». Для того чтобы лучше подготовиться к роли в этом сериале, для оттачивания своего мастерства Бергюзар Корель занималась с известным театральным преподавателем Айлой Алган.

## Личная жизнь
В 2006 году Бергюзар познакомилась с актером Халитом Эргенчем, вместе с которым играла в сериале «1001 ночь». Совместная работа сблизила актеров, и у них начался роман. В результате Халит Эргенч развёлся с женой и 7 августа 2009 года женился на Бергюзар. После свадьбы актриса взяла двойную фамилию — Корель Эргенч.
9 февраля 2010 актриса родила сына Али.
8 марта 2020 года  актриса родила сына Хана. 3 ноября 2021 года родилась дочь Лейла. 

## Фильмография
| Год       | Название               | Роль                     | Примечание   |
| --------- | ---------------------- | ------------------------ | ------------ |
| 2005      | Оливковая ветвь        | Иклим                    |              |
| 2006      | Долина волков: Ирак    | Лейла                    |              |
| 2006—2009 | 1001 ночь              | Шехразат Эвлияоглу/Аксал | Главная роль |
| 2009      | Любовь не за горами    | Гёзде                    |              |
| 2011      | Великолепный век       | Моника Гритти            |              |
| 2010—2011 | Недопетая песня        | Ферае                    | Главная роль |
| 2012—2015 | Карадайы               | Фериде Шадоглу           | Главная роль |
| 2016—2018 | Моя родина — это ты    | Азизе                    | Главная роль |
| 2019      | Одна любовь, две жизни | Дениз                    | Главная роль |
| 2021      | Святые                 | Фюсун                    |              |

## Награды
| Год  | Церемония                              | Награда                               |
| ---- | -------------------------------------- | ------------------------------------- |
| 2006 | Золотая бабочка                        | Лучшая актриса                        |
| 2007 | Ассоциация радио, телевидения и прессы | награда телевидения                   |
| 2008 | "Zodiac Schools"                       | Самая успешная актриса                |
| 2010 | "Lion Max"                             | Лучшая детская телепередача           |
| 2012 | Ассоциация радио, телевидения и прессы | Актриса года                          |
| 2012 | Газета "Ayaklı Gazete"                 | Лучшая драматическая актриса          |
| 2012 | "YBTB"                                 | Актриса года                          |
| 2013 | Золотая бабочка                        | Лучшая актриса                        |
| 2013 | Газета "Ayaklı Gazete"                 | Лучшая актриса                        |
| 2013 | Oscars of Media                        | Лучшая актриса                        |
| 2013 | Золотой лев                            | Лучшая актриса драматического сериала |
| 2014 | Золотой объектив                       | Лучшая актриса                        |